# 스티브 잔
스티브 잔(Steve Zahn, 1967년 11월 13일 ~ )은 미국의 배우이다.

## 출연 작품
- 내셔널 시큐리티
- 사하라 - 알 지오르디노 역
- 스튜어트 리틀
- 스튜어트 리틀 2
- 윔피 키드
- 조지 클루니의 표적
- 유브 갓 메일
- 혹성탈출: 종의 전쟁 - 배드 에이프 역
- 린 온 피트 - 실버 역
- 블레이즈
- 어디갔어, 버나뎃 - 데이비드 워커 역
- 톨 걸 - 리치 크레이먼 역
- 8비트 크리스마스